# Ragnar Melén
Ragnar Melén, född 24 mars 1895 i Nordmalings församling, Västerbottens län, död 27 juli 1961 i Håsjö församling, Jämtlands län, var en svensk medeldistanslöpare. Han tävlade för Fredrikshofs IF.
Melén vann SM på 800 meter år 1917 och i 400 meter häck året därpå.